# Debra Winger
Debra Winger (Cleveland, 16 de maio de 1955) é uma atriz norte-americana.

## Biografia

### Juventude
Mary Debra Winger nasceu em uma família judia, morou muitos anos em Israel e serviu as forças de defesa daquele país. De volta aos Estados Unidos, sofreu um acidente automobilístico cujo resultado foi uma hemorragia cerebral que a deixou cega e parcialmente paralisada por dez meses — embora os médicos lhe dissessem que não voltaria a enxergar. Durante a recuperação, ela decidiu que, se se recuperasse, iria para a Califórnia para se tornar atriz.

### Carreira
Seu primeiro papel foi como "Debbie", na comédia Slumber Party '57 (1976). Depois, foi Drusilla, irmã mais jovem de Diana Prince do seriado Mulher Maravilha. Embora ofuscada por Lynda Carter, Debra soube se destacar e conquistar uma legião de fãs.
Seu primeiro trabalho como protagonista foi em Urban Cowboy, 1980 (br.: Caubói do Asfalto), com John Travolta, que lhe valeu uma indicação ao BAFTA. E sua voz, alterada digitalmente, era a voz do simpático extraterrestre de ET de 1982.
Ainda em 1982, atuou com Nick Nolte em Cannery Row, e naquele mesmo ano contracenou com Richard Gere em An Officer and a Gentleman (br.: A Força do Destino), papel pelo qual foi indicada ao Oscar. Em 1983 emocionou o público ao interpretar uma muher com câncer em Terms of Endearment,1983 (br.: Laços de Ternura). Três anos depois, foi a vez de Legal Eagles (br.: Perigosamente Juntos), com Robert Redford e Daryl Hannah.
Em 1995, Debra afastou-se das câmeras para trabalhar durante um semestre, como professora assistente na Universidade Harvard. Em 2001, Rosanna Arquette escreveu e dirigiu o documentário Searching for Debra Winger, exibido quando Debra voltou a atuar, em 2002.
Em 1995, trabalhou no musical The Wizard of Oz in Concert: Dreams Come True, em benefício do Children's Defense Fund. O show foi exibido na TNT e distribuído em CD e videocassete em 1996.
Em 2015, foi confirmado que Winger irá participar da nova série da Netflix The Ranch, juntamente com Ashton Kutcher e Elisha Cuthbert.

### Vida pessoal
De 1986 a 1990, foi casada com Timothy Hutton. Até 2007, esteve casada (desde 1996) com Arliss Howard. Tem um filho de cada casamento.

## Prêmios e indicações
- 1982 - Indicada ao Oscar de melhor atriz por An Officer and a Gentleman.
- 1983 - Indicada ao Oscar de melhor atriz por Terms of Endearment.
- 1993 - Indicada ao Oscar de melhor atriz e ao BAFTA por Shadowlands.
- 2005 - Indicada ao Emmy por sua atuação em Down Anna.

## Filmografia
| - Slumber Party '57 (1976) - Thank God It's Friday (1978) - Wonder Woman (série) 3 episodes (1976-77) - warriors -1979 - Urban Cowboy (1980) - Cannery Row (1982) - An Officer and a Gentleman (1982) - Terms of Endearment (1983) - Legal Eagles (1986) - Black Widow (1987) - Made in Heaven (1987) - Betrayed (1988) - Everybody Wins (1990) - The Sheltering Sky (1990) - Leap of Faith (1992) - Shadowlands (1993) - Wilder Napalm (1993) - Forget Paris (1995) - Radio (2003) - Eulogy (2004) - Sometimes in April (2005) - Rachel Getting Married (2008) |

- The Ranch (2016)